# Bergfiltskinn
Bergfiltskinn (Scytinostroma praestans) är en svampart som först beskrevs av H.S. Jacks., och fick sitt nu gällande namn av Donk 1956. Bergfiltskinn ingår i släktet Scytinostroma och familjen Lachnocladiaceae.  Arten är reproducerande i Sverige. Inga underarter finns listade i Catalogue of Life.